# Bobby Williamson
Robert « Bobby » Williamson (né le 13 août 1961 à Glasgow) est un ancien joueur écossais de football.
Âgé de 49 ans, l'Écossais a précédemment dirigé les équipes de Kilmarnock FC et de l'Hibernian FC évoluant en Première Ligue écossaise et le Plymouth Argyle FC en troisième ligue anglaise (League Two).

## Carrière

### Carrière de joueur
En tant que joueur, Williamson jouait au poste d'attaquant. Il a commencé sa carrière à Clydebank FC (ligue inférieur écossaise) et ses 35 buts en 85 matches lui ont valu un passage aux Rangers. Toutefois, après plusieurs blessures avec les Glasgow Rangers, il est transféré en Angleterre, où il joue notamment avec West Bromwich Albion et Rotherham United. 
Il retourna en Écosse en 1990 pour rejoindre le Kilmarnock FC ou il termina sa carrière de joueur professionnel.

### Carrière d'entraîneur
Williamson devient l'entraîneur de son dernier club après le départ d'Alex Totten. À sa première saison en tant que gestionnaire (1997), Kilmarnock FC remporte la Coupe d'Écosse en battant Falkirk 1-0 à Ibrox Park. Kilmarnock a termine dans le haut du classement de Première Ligue écossaise, et il les qualifie pour la Coupe d'Europe. Bobby Williamson a également attiré des joueurs de haut niveau dont les anciens internationaux écossais Ally McCoist et Ian Durrant et l'ancien international français Christophe Cocard.
Williamson prend les rênes d'Hibernian en février 2002 alors que le club est relégable (18 matchs sans victoires). Il offre la première victoire de la saison à son nouveau club. Bobby forme et révèle plusieurs jeunes joueurs : Scott Brown, Derek Riordan, Garry O'Connor, Kevin Thomson et Steven Whittaker. L'entraîneur conduit néanmoins son équipe en finale de la Coupe de Ligue écossaise en 2004, mais ils ont été battus 2-0 par Livingston FC.
Mais il quitte Hibernian propose et dirige les Plymouth Argyle à partir du 20 avril 2004. Il commence bien puisqu'il remporte son premier match et il fait monter son nouveau club en Troisième Ligue Anglaise. Une mauvaise série de résultats au début de la saison 2005-06 provoque son licenciement le 6 septembre 2005. De plus le club va très mal puisqu'il a des problèmes financiers.
Connaissant bien le football, il se convertit comme commentateur à la BBC Radio Scotland's Sportsound avant d'être nommé à la tête de Chester City (D4 anglaise à l'époque) le 11 mai 2007. Sa première rencontre se termina par un match nul 0-0 contre Chesterfield le 11 août 2007. L'entraîneur écossais commence plutôt bien la saison avec de bons résultats mais la deuxième partie de saison s'avère difficile avec seulement un match gagné en 14 matchs après le Boxing Day. Williamson est donc limogé le 2 mars 2008.
Le 19 août 2008, il est  nommé sélectionneur de l'équipe nationale ougandaise par la FUFA (fédération ougandaise de football). Williamson remplace László Csaba, qui a démissionné en juillet 2008 pour rejoindre la Première Ligue écossaise et les Hearts. Dans les jours suivant sa nomination, un ultimatum est déjà donné à Williamson : il doit gagner ses deux premiers matchs contre le Niger et le Bénin s'il veut prolonger l'aventure.Il perd malheureusement son premier match contre le Niger 3-1 mais se rattrape en l'emportant 2-1 face au Bénin. L'Ouganda termine deuxième de son groupe mais ne parvient pas à se qualifier pour le dernier tour de qualifications pour la CAN 2010.
L'écossais entame plutôt bien sa campagne de qualifications pour la CAN 2012 puisque ses protégés corrigent sévèrement l'Angola en les battant 3-0 dans le cadre des phases de groupe du premier tour. Au mois d'avril 2013, il est démis de ses fonctions.